# Alfonsiella pipithiensis
Alfonsiella pipithiensis is een vliesvleugelig insect uit de familie vijgenwespen (Agaonidae). De wetenschappelijke naam is voor het eerst geldig gepubliceerd in 2007 door Erasmus, van Noort & Jousselin.